# Trzy imiona (Pustynia)
Trzy imiona (Pustynia) – singiel zespołu Maanam wydany w lutym 2005 roku, promujący jedenasty album studyjny Znaki szczególne.

## Lista utworów
1. „Trzy imiona (Pustynia)” – 3:22

## Twórcy
- Kora – śpiew
- Marek Jackowski – gitary
- Janusz „Yanina” Iwański – gitary
- Bogdan Wawrzynowicz – gitara basowa
- Cezary Kaźmierczak – instrumenty klawiszowe
- Jose Manuel Alban Juarez – perkusja